# 平衡石 (加利福尼亞州)
平衡石（英語：Balance Rock）是位於美國加利福尼亞州圖萊里縣的一個非建制地區。該地的面積和人口皆未知。

## 地理
平衡石的座標為35°48′22″N 118°39′07″W / 35.80611°N 118.65194°W，而該地的平均海拔高度為1264米（即4147英尺）。